# Pablo Yrarrázaval
Pablo Yrarrázaval Valdés (19 de octubre de 1951) es un empresario chileno.

## Primeros años de vida
Hijo de Pablo Yrarrázaval de Tezanos Pinto y de María Elena Valdés Cruz, se formó en el Colegio de los Sagrados Corazones de Manquehue de la capital chilena (1957-1968). Tras egresar de la educación secundaria se incorporó a la Universidad de Chile con el fin de cursar ingeniería civil, carrera cuyo estudio interrumpió en 1971. Partió entonces junto a su familia a España, donde continuó su formación, esta vez en ingeniería comercial en la Universidad Complutense de Madrid.

## Vida pública
En ese país trabajó en bancos y empresas privadas, periodo en el que cultivó lazos en el ámbito político y económico. En 1981 regresó a Santiago para iniciar su carrera bursátil en la corredora familiar Yrarrázaval y Cía, una de las más antiguas de ese parqué.
En 1984 asumió como director de la Bolsa de Comercio de Santiago y cinco años más tarde se convirtió en el presidente más joven de la historia de la plaza santiaguina. Durante su periodo al frente de la sociedad esta inició los contactos para una integración de los mercados regionales, algo que se concretó en mayo de 2011 con la puesta el marcha del llamado MILA, conformado en ese momento por las bolsas de Santiago, Lima y Colombia.
Entre 1999 y 2001 fue presidente de la Federación Iberoamericana de Bolsas de Valores.
En marzo de 2014 comunicó al mercado su decisión de no optar a un nuevo periodo, con el fin de "forzar una renovación de la mesa".
Tras la toma de control de Enersis por parte de Endesa España, en 1999, formó parte del equipo de confianza del gigante eléctrico español en el país andino. En ese contexto, aceptó la propuesta hecha por Rodolfo Martín Villa -entonces máximo responsable del conglomerado hispano- para que asumiera la presidencia de la generadora Endesa Chile, paso previo para que en 2002 fuera nombrado presidente de Enersis, en reemplazo del español Alfredo Llorente. Los cambios en la europea, ahora controlada por la italiana Enel, gatillaron su salida del cargo en 2014.

### Matrimonio e hijos
Contrajo matrimonio con Alexandra Pía Stube Nitz, con quien tuvo dos hijos, Pablo y Pía.